# Neuralgia do trigêmeo
A nevralgia do trigémeo (português europeu) ou nevralgia do trigêmeo (português brasileiro) é uma perturbação de dor crónica que afeta o nervo trigémeo, o nervo responsável pela sensibilidade do rosto e funções motoras, como o morder e o mastigar. É uma forma de dor neuropática. Existem dois tipos principais: a típica e a atípica. A forma típica causa episódios de dor súbita, intensa, lancinante e semelhante a choques elétricos num dos lados da cara, com duração de segundos a alguns minutos. É comum que ocorram vários episódios ao longo de algumas horas. A forma atípica causa uma dor ardente e constante, mas menos intensa. Os episódios podem ser desencadeados por qualquer toque no rosto. A mesma pessoa pode manifestar os dois tipos da doença. É considerada uma das mais dolorosas perturbações de dor em medicina e em muitos casos causa depressão.
Embora se desconheçam as causas exatas, acredita-se que a doença seja o resultado da perda de mielina no nervo trigémeo. Entre as causas mais comuns da perda de mielina estão a compressão do nervo por um vaso sanguíneo à saída do tronco cerebral, esclerose múltipla, acidente vascular cerebral ou trauma. Entre outras possíveis causas menos comuns estão tumores ou uma malformação arteriovenosa. A nevralgia do trigémeo é um tipo de neuropatia. O diagnóstico baseia-se geralmente na descrição dos sintomas, após a exclusão de outras possíveis causas, como nevralgia pós-herpética.
O tratamento consiste em medicação ou cirurgia. O tratamento inicial geralmente consiste na administração dos anticonvulsivos carbamazepina ou oxcarbazepina, sendo eficaz em cerca de 80% a 90% dos casos. Entre outras opções de tratamento estão a lamotrigina, o baclofeno, a gabapentina e a pimozida. A amitriptilina pode ajudar com as dores, mas os opioides geralmente não são eficazes no tratamento da forma típica. Em pessoas que não melhoram ou se tornam resistentes a outras medidas, podem-se tentar vários tipos de cirurgia.
Estima-se que anualmente cerca de 1 em 8 000 pessoas desenvolva nevralgia do trigémeo. A doença tem geralmente início em pessoas acima dos 50 anos de idade, embora possa ocorrer em qualquer idade. A condição afeta mais mulheres do que homens. A nevralgia do trigémeo foi pela primeira vez descrita em detalhe pelo médico inglês John Fothergill, em 1773.

## Sinais e sintomas
É uma afecção incomum, caracterizada por ataques recorrentes de dor lancinante e súbita, descrita como um choque doloroso intenso e incapacitante. É conhecida como uma das doenças mais dolorosas do mundo.
Mesmo um toque de leve ou pequenos movimentos já podem ser suficientes para causar uma crise dolorosa, que apesar de geralmente durar apenas alguns segundos pode desencadear outros processos dolorosos mais prolongados. Depois de uma crise, a dor e sensibilidade geralmente diminuem um pouco. Porém, esses períodos de remissão tendem a ficar cada vez mais curtos conforme a doença progride.
A dor pode ser desencadeada pelas seguintes ações: falar, beber, escovar os dentes, barbear-se, mastigar, tocar levemente no rosto. Também pode começar depois de a pessoa fazer certas expressões faciais ou reflexos, ou até mesmo quando é atingida por um vento mais forte. A dor pode ocorrer diversas vezes ao longo do dia.
Esse diagnóstico é bastante genérico pois pode se referir a várias áreas faciais atingidas diferentes por causas diversas, exigindo assim tratamentos diferentes dependendo de cada caso.

## Causas
Existem diversas possíveis causas, e os mecanismos que levam a esse transtorno ainda não estão totalmente esclarecidos. Dentre as possibilidades mais comuns estão:
- Compressão intracraniana por vasos sanguíneos periféricos (causa mais frequente);
- Aumento da pressão arterial:
- Comprometimento alveolar por uma extração dentária,
- Esclerose múltipla;
- Infecção viral;
- Aneurisma:
- Tumor;
- Traumatismo;
- Intoxicação;
- Ou qualquer outro problema que possa danificar um ou mais nervos sensitivos da área em questão.

Frequentemente está associado com quadros escleróticos degenerativos do organismo. Porém, existem casos que ela ocorre sem nenhuma lesão ser identificada no local.

## Diagnóstico

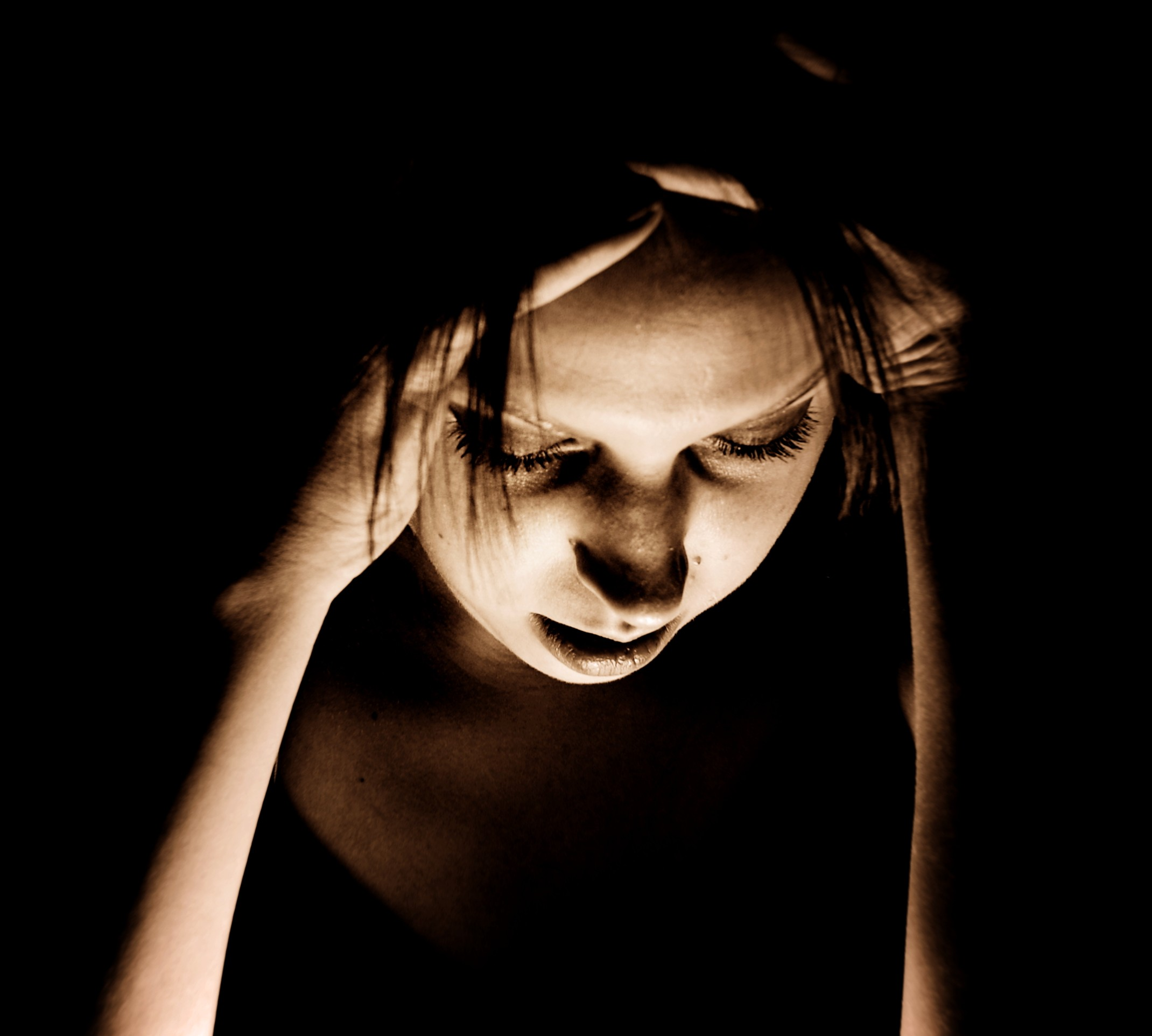
Exames neurológicos podem ser feitos para identificar doenças subjacentes ou para diagnósticos em menores de 40 anos

O diagnóstico é essencialmente clínico, seguindo os critérios diagnósticos definidos pela IASP (International Association for the Study of Pain) e pela ICHD/IHS (International Classification of Headache Disorders/International Headache Society), que são:
1. Ataques paroxísticos (intensos) de dor com duração de uma fração de segundo a dois minutos, afetando uma ou mais divisões do nervo trigêmeo;
2. A dor tem pelo menos uma das seguintes características:

- - Intensa, súbita, superficial ou como uma facada;
  - Precipitada por fatores-gatilho ou de áreas-gatilho;

1. Os ataques são similares aos dos outros pacientes já descritos;
2. Nenhum distúrbio neurológico é clinicamente evidente;
3. Não é atribuído a outra doença.

### Frequência de áreas atingidas
Geralmente atinge apenas um lado da face, sendo as áreas afetadas mais comuns as seguintes:
- Ramo maxilar (55%)
- Ramo mandibular (30%)
- Ramos maxilar e mandibular simultaneamente (20%),
- Ramos oftálmico e maxilar (10%),
- Ramo oftálmico (4%)
- Todos os ramos trigeminais (1%).

### Diagnóstico diferencial
Outras causas possíveis da dor crônica na face são:
- Cefaleia em salvas;
- Dor dentária;
- Arterite de células gigantes;
- Neuralgia do nervo glossofaríngeo;
- Tumor intracraniano;
- Enxaqueca/migrânea,
- Esclerose múltipla;
- Otite média;
- Hemicrânia paroxística;
- Neuralgia pós-herpética;
- Sinusite;
- Cefaleia tipo SUNCT (Shortlasting, Unilateral, Neuralgiform pain with Conjunctival injection and Tearing);
- Síndrome da articulação temporomandibular;
- Outra neuropatia trigeminal.

## Tratamento

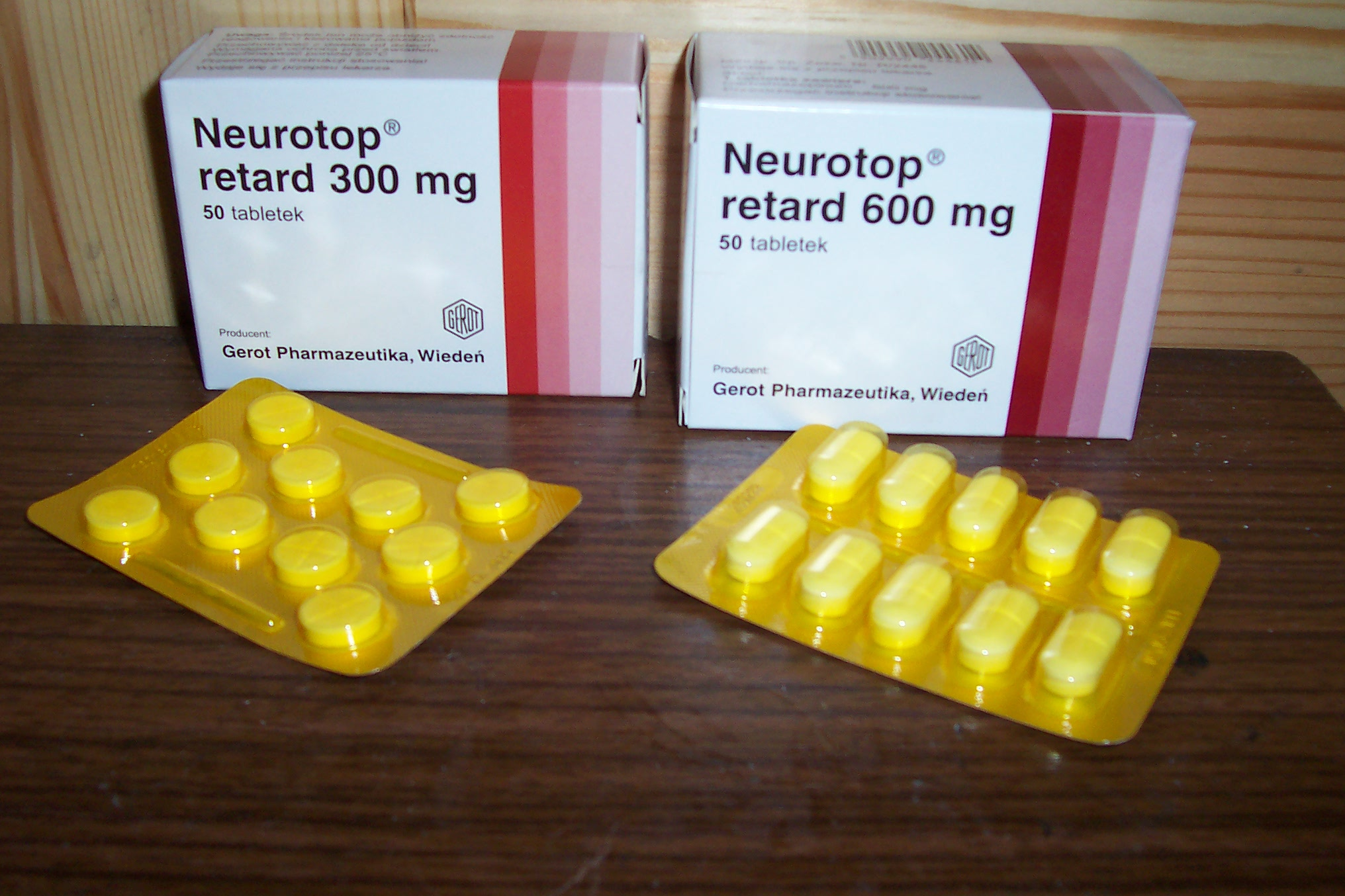
A carbamazepina é um dos remédios mais eficazes e utilizados

O tratamento medicamentoso mais utilizado é a base de anticonvulsivantes como a carbamazepina (Tegretol) e/ou difenilhidantoína (Hydantal) ou de narcóticos. O tratamento com carbamazepina pode ser iniciado com uma dose 100 mg/dia, com aumento gradual de 100 mg a cada 2-3 dias, até se atingir o efeito desejado, ou chegar ao máximo de 1 600 mg/dia. A quantidade ideal vai depender da tolerância, intensidade dos sintomas e efeitos colaterais. Outros medicamentos com efeitos analgésicos podem ser usados simultaneamente para amenizar a dor.
Existem vários tratamentos cirúrgicos possíveis, dentre eles: a alcoolização, a microdescompressão vascular e termocoagulação com radiofrequência. O objetivo é seccionar parte das raízes sensitivas do nervo, dependendo do local afetado. Procedimentos menos invasivos como a eletromioestimulação também podem ser usados. Para saber qual dos tratamentos é o mais eficaz, é preciso descobrir antes qual a causa que levou à lesão do nervo trigêmeo. O sucesso também vai depender de como o organismo do paciente reagir à intervenção médica.

## Epidemiologia
É mais comum em mulheres, numa proporção de 3 para cada 2 homens, e geralmente os sintomas aparecem após os 40 anos, com a maioria dos novos casos surgindo entre os 60 e 70 anos. Sua incidência anual é de cerca de 4,3 em 100 000 indivíduos, na população geral. A manifestação bilateral ocorre apenas em 3% dos casos. A área mais comum atingida é a maxilar.